# 地表水
地表水（ちひょうすい、英語:  surface water ）とは、河川、湖沼、貯水池などの地表に存在する水、またはその総称である。表流水とほぼ同義であるが、表流水が停滞した水を含まないのに対して、地表水は湖沼水及び水たまりなどの停滞した水を含んでいる。

## 概観
（注意） 以下の文章中にある数値における有効数字の桁数は、脚注を用いて示した各出典内の表記を維持している。
地球には 1.40×1018 t （140京 t ）に及ぶ水が存在しており、そのほとんどが海水及び海底下にある地下水などの塩水である。そのため、人間社会や陸域生態系による利用が可能である淡水は地球における水の 2.5  ％ 程度であるが、淡水は主として地下水や極域における氷床及び氷山の姿で存在していることから、淡水の中では比較的容易に利用されることが期待できる地表水資源は、地球における全ての淡水において 0.3  ％ 程度の存在しか認められない。また、日本において利用される水道水の水源のうち 68  ％ を地表水（河川水、ダム水、湖沼水）が占めている。

## 地表水の移動
地表水は降水と共に地下に浸透することで、地下水流動系に加えられる。これは、地下水涵養といわれる作用で、降水による涵養がその大部分であるが、その他に河川水及び湖沼水の浸透、水田、人工涵養施設（浸透ます、涵養池、還元井など）からの浸透や上下水道の漏水によるものなどがある。